# Ferdinand Ochsenheimer
Ferdinand Ochsenheimer fou un actor i naturalista alemany, nascut el 17 de març de 1767 a Magúncia i mort el 2 de novembre de 1822 a Viena. Fou l'autor d'un famós tractat sobre les papallones Die Schmetterlinge von Europa aparegut a Leipzig entre 1807 i 1835 en deu volums. Va ser acabat per Georg Friedrich Treitschke (1776-1842).

## Vida
Ochsenheimer va néixer i créixer a Magúncia. Es va interessar per a les papallones i les arnes des de molt jove. A l'edat de dotze anys va entrar a treballar com a aprenent, però quan les seves capacitats intel·lectuals van ser reconegudes, amics del seu pare li van permetre estudiar història natural a la universitat. El 16 de setembre de 1788 va doctorar en filosofia. A Mannheim els pares de Reinhard von Dallwigk, el futur polític, el van contractar com a mestre privat de llur fill. Després va treballar en la mateixa funció amb el jove baró von Reipelt.
A Mannheim Ochsenheimer va escriure unes primeres comèdies teatrals (Er soll sich schlagen, Der Brautschatz). A l'edat de 27 anys va decidir fer carrera com a actor. Va sol·licitar al teatre de la cort de Weimar en una carta a Johann Wolfgang von Goethe datada el 15 de juliol de 1791. Daniel Gottlieb Quandt, director del teatre de la cort d'Ansbach i al Teatre d'òpera del Margravi a Bayreuth admirava els seus escrits i el contractar. Hi va debutar el 12 de novembre de 1794 amb el paper de Flickwort a Der Schwarze Mann («L'home negre») de Friedrich Wilhelm Gotter. Posteriorment va passar al grup de teatre de Friedrich Wilhelm Bossann, al teatre de la cort d'Anhalt a Dessau. A més d'actuar, com a tenor hi va fer unes temptaves a l'òpera.
El 1796 va anar al teatre Döbbelinsche Bühne, a Preussisch Stargard (actualment Starogard Gdański a Polònia). De camí es va quedar va actuar al teatre de la cort de Saxònia a Leipzig, on va ser contractat immediatament. En aquest període va actural a Stargard, Frankfurt de l'Oder, i Leipzig. El 1797 va anar al teatre de Dresden on va ser un des actors més populars.
El 1798 els símptomes d'estrès i sobreesforç van començar a manifestar-se i el seu metge li va recomanar més exercici. Fent llargues caminades el seu interès per la lepidopterologia es va revifar i «per recuperar-se d'un negoci, per descuit n'havia assumit un altre, no menys ardu». En aquella època va conèixer el dramaturg Friedrich Treitschke que tornava de Suïssa a Leipzig i amb qui va compartir tant el seu interès en el teatre com en la lepidopterologia. El 1801 va fer de Talbot a Die Jungfrau von Orleans («La donzella d'Orleans») de Friedrich von Schiller en presència de l'autor a l'actuació del 17 de setembre i que va lloant les qualitats d'Ochsenheimer. Llavors se li van oferir obres a la majoria dels teatres més importants als països de parla alemanya.
El 1802 durant una actuació convidat al teatre Königliches Hoftheater a Berlín va conèixer l'entomòleg Jakob Heinrich Laspeyres que el va animar a publicar parts dels seus diaris entomològics. Va començar a treballar immediatament, però era tant meticulós que va trigar fins al 1805 per publicar la primera part, la història natural de les papallones de Saxònia. A causa de discrepàncies amb l'editor, sobretot sobre la qualitat de les il·lustracions, va interrompre el treball i va començar un treball encara més detallat sota el títol Die Schmetterlinge von Europa (Les papalomes d'Europa). El mateix any va fer una gira a Mannheim i Magúncia i també a Frankfurt on va dedicar molt de temps –massa segons la direcció del teatre– a la famosa col·lecció de Johann Christian Gerning. El desembre va ser convidat a Berlín on de nou va intercanviar experiències amb Laspeyres.
El maig del 1807 va actuar a Viena, convidat per Treitschke que treballava al Burgtheater que hi volia Ochsenheimer en el grup d'actors permanents. A mitjan juny, Treitschke el va acompanyar a Dresden per ajudar-lo a negociar la ruptura de contracte. El novembre de 1807 Ochsenheimer va arribar a Viena i aquest mateix any va sortir el primer volum de Die Schmetterlinge von Europa. Era una versió molt ampliada i revisada de les Papallones de Saxònia, contenia moltes noves dades i noves espècies que Ochsenheimer havia rebut de la col·lecció portuguesa de Johann von Hoffmannsegg, trobades en les col·leccions de Viena (des del sud de França i Rússia) i en la col·lecció Gerning. Com que només tenia pocs papers als teatre, li va romandre temps per acabar el segon volum (Sphingidae, Zygaenidae, Sesiidae) el 1808. Aquell any Treitschke també es va veure obligat a treballar menys per motius de salut, va acompanyar Ochsenheimer en moltes sortides. El 1810 es va publicar el tercer volum (les «macroarnes», incloent Psychidae). Ochsenheimer va comprar la col·lecció de Radda. Treitschke va comprar una petita col·lecció, i van combinar ambdues col·leccions. Amb aquesta base Ochsenheimer va treballar en els següents volums «però a partir de 1815 els seus poders van ser disminuint ràpidament». El 1816 va acabar el volum 4, amb l'ajuda de Treitschke. Conté suplements als volums anteriors i un projecte de sistematització dels noctúids (Noctuidae) amb molts nous gèneres. El 1817 Ochsenheimer es va encarregar de revisar les col·leccions de lepidòpters del Museu de la Cort Imperial, una tasca que li va portar més d'un any, ja que inclou tots els tàxons no europeus. La seva salut va deteriorar progressivament i en el següent volum va escriure només una part del primer gènere (Acronicta); la resta del treball el va escriure Treitschke. El 23 de setembre de 1822 es va desmaiar després d'una actuació a Viena; el 2 de novembre al voltant de les deu del vespre va morir.

## Actor i entomòleg
Ochsenheimer fou un excel·lent actor de caràcter i fou comparat amb August Wilhelm Iffland per la seva expressió facial i la seva pronunciació. També publicà unes obres dramàtiques, en part sota el pseudònim Theobald Unklar.
Com a entomòleg Ochsenheimer va ser un dels lepidopteròlegs més influents de principis del segle xix. Friedrich Treitschke va continuar la seva obra Die Schmetterlinge von Europa i a la fi va créixer fins a deu volums. Encara que no va acompanyada per figures conté una gran quantitat d'informació sobre la biologia i ecologia de les espècies i inclou descripcions acurades i detallades de nous tàxons, entre ells Thymelicus lineola (Hesperiidae), Polyommatus eros, Iolana iolas (Lycaenidae), Psilogaster loti (Lasiocampidae), Hyles zygophylli (Sphingidae), Phalera bucephaloides (Notodontidae), Hoplodrina superstes, Polia serratilinea (Noctuidae), Pyropteron doryliformis, Synanthedon cephiformis (Sesiidae), Pachythelia villosella (Psychidae), Zygaena hilaris, Zygaena punctum, Zygaena angelicae (Zygaenidae) i altres.
El sistema de Lepidoptera de Linné ja havia començat a ser subdividit per Fabricius a la darreria del segle xviii i Ochsenheimer el va perfeccionar amb la creació de molts nous gèneres.S'hi troben noms ben coneguts com a Zerynthia, Charaxes, Endromis, Aglia, Gastropacha, Tiatira, Notodonta, Acronicta, Plusia, Heliothis, Amphipyra, Caradrina, Cosmia, Xanthia, Apamea, Gortina, Nonagria, Euclidia, Anarta, Mamestra, Polia, Mythimna, Orthosia, Agrotis, Orgyia, Colocasia i altres.
Diversos taxons han estat nomenats en honor de Ochsenheimer: gènere Ochsenheimeria Hübner, 1825 (Ypsolophidae) i l'espècie Nemophora ochsenheimerella (Hübner, 1813), Pammene ochsenheimeriana (Lienig i Zeller, 1846) i Pieris ochsenheimeri Staudinger, 1886.

## Col·lecció
La col·lecció d'Ochsenheimer, que comprèn 3772 exemplars, va ser venuda al Museu Nacional d'Hongria el 1824. Durant una inundació el 1838 va negar-se durant gairebé dos dies. Posteriorment va ser restaurada i arranjada per Emerich von Frivaldszky. Després de la mort d'en Treitschke la seva col·lecció també va anar al museu de Budapest.

## Obra entomologica
- 1806: Die Schmetterlinge Sachsens, mit Rücksichten auf alle bekannte europäische Arten. Teil 1. Falter, oder Tagschmetterlinge. – Leipzig (Schwickert). IV (recte VI) + 493 pp.
- 1807: Die Schmetterlinge von Europa, vol. 1. Leipzig (Fleischer). 2 + 323 pp.
- 1808: Die Schmetterlinge von Europa, vol. 2. Leipzig (Fleischer). 30 + 241 pp.
- 1810: Die Schmetterlinge von Europa, vol. 3. Leipzig (Fleischer).
- 1816: Die Schmetterlinge von Europa, vol. 4. Leipzig (Fleischer). X + 212 pp.
- 1825:, amb F. Treitschke: Die Schmetterlinge von Europa, vol. 5/1. Leipzig (Fleischer). 414 pp.

## Obres de teatre destacades
- 1791: Das Manuskript
- 1792: Er soll sich schlagen
- 179?: Der Brautschatz
- 1795: Streifereien durch einige Gegenden Deutschlands